# Mobilidade relacional
A mobilidade relacional é uma variável sociológica que representa quanta liberdade os indivíduos têm para escolher com quais pessoas se relacionar, incluindo amizades, relações de trabalho e parcerias amorosas em uma determinada sociedade. Sociedades com baixa mobilidade relacional têm redes interpessoais menos flexíveis. As pessoas formam relacionamentos com base nas circunstâncias, e não na escolha ativa. Nessas sociedades, os relacionamentos são mais estáveis e garantidos, enquanto há menos oportunidades de sair de relacionamentos insatisfatórios e encontrar novos. Os membros do grupo tendem a ser fixos e os indivíduos têm menos liberdade para selecionar ou mudar esses relacionamentos, mesmo que assim o desejem.
Em contraste, sociedades com alta mobilidade relacional dão às pessoas escolha e liberdade para selecionar ou deixar relacionamentos interpessoais com base em suas preferências pessoais. Tais relacionamentos são baseados em acordos mútuos e não têm garantia de durabilidade. Os indivíduos têm muitas oportunidades de conhecer novas pessoas e escolher com quem interagir ou a quais grupos pertencem nessas sociedades.
A mobilidade relacional é concebida como um fator socioecológico, o que significa que depende do ambiente social e natural. A teoria da mobilidade relacional atraiu um interesse crescente desde o início dos anos 2000, porque descobriu-se que ela explica importantes diferenças culturais no comportamento e modo de pensar das pessoas.

## A escala de mobilidade relacional
A escala de mobilidade relacional é uma escala sociométrica usada para medir a mobilidade relacional em pesquisas populacionais. Essa escala é baseada em uma série de perguntas feitas às pessoas não sobre sua própria situação, mas sobre a situação das pessoas ao seu redor, como grupos de amizade, grupos de hobby, times esportivos e empresas. As questões investigam até que ponto essas pessoas são capazes de escolher as pessoas com quem interagem em sua vida cotidiana, de acordo com suas próprias preferências.

## Diferenças geográficas
A mobilidade relacional é baixa em culturas com estilos de subsistência que colocam as pessoas em relacionamentos estreitos com deveres recíprocos, como a agricultura, que requer coordenação de trabalho. O cultivo de arroz, em particular, requer uma forte coordenação de trabalho e irrigação. O nível mais baixo de mobilidade relacional é encontrado nos países do Leste Asiático, onde o cultivo de arroz é um meio de subsistência predominante. Um estudo comparativo encontrou diferenças significativas nas formas de pensar entre áreas na China dominadas pelo cultivo de arroz e áreas dominadas pelo cultivo de trigo. Esta diferença não poderia ser bem explicada por outras teorias.
No lado oposto do espectro está o pastoreio nômade. Os pastores se mudam com frequência, o que significa que eles têm menos relacionamentos estáveis e duradouros e mais oportunidades de formar e romper relacionamentos. Estudos têm mostrado que as culturas de pastoreio enfatizam a tomada de decisão mais individual, enquanto as culturas agrícolas e pesqueiras enfatizam a interdependência social harmoniosa e o pensamento holístico.

## Consequências para o comportamento e modo de pensar das pessoas
Pessoas em culturas com baixa mobilidade relacional têm o cuidado de evitar conflitos e desentendimentos para manter a harmonia nos grupos sociais dos quais não podem escapar. Eles têm o cuidado de não ofender os outros para evitar uma má reputação. Assim, a preferência cultural pelo conformismo, comum nas culturas do Leste Asiático, é na verdade uma estratégia para evitar a má reputação e a exclusão social. As pessoas nessas culturas são mais sensíveis à rejeição social e mais propensas a sentir vergonha de seus amigos (mas não de estranhos), a fim de mitigar informações que possam prejudicar sua reputação.